# Sympodioclathra globosa
Sympodioclathra globosa är en svampart som beskrevs av Voglmayr 1997. Sympodioclathra globosa ingår i släktet Sympodioclathra, divisionen sporsäcksvampar och riket svampar.   Inga underarter finns listade i Catalogue of Life.